# Gronowo (województwo kujawsko-pomorskie)
Gronowo – wieś w Polsce położona w województwie kujawsko-pomorskim, w powiecie toruńskim, w gminie Lubicz.
Wieś królewska położona była w 1664 roku w województwie chełmińskim. W latach 1975–1998 miejscowość administracyjnie należała do województwa toruńskiego.
Miejscowość położona ok. 16 km na północny wschód od Torunia, przy drodze krajowej nr 15 Inowrocław-Ostróda; liczba mieszkańców: ok. 800 (2004).
Wieś w ciągu swojego istnienia wielokrotnie zmieniała właścicieli: w 1407 wzmiankowana jako własność komturstwa toruńskiego, od 1520 w posiadaniu rady miejskiej Torunia. W 1525 r. Zygmunt I nadaje młyn Franciszkowi Estkenowi z Torunia. W 1553 r. Hans Estken sprzedaje młyn Stanisławowi Kostce herbu Dąbrowa, s. Jakuba i Anny Rokosównej. W roku 1570 młyn w Gronowie stanowi własność królewską w dzierżawie Jana Strobanda, administracyjnie położony jest w powiecie michałowskim, parafii Wielka Łąka. Obecnie młyn i osada młyńska nie istnieją. Wieś Gronowo w 1570 jest królewszczyzną, w XVIII wieku stanowi majątek szlachecki. W 1798 roku właścicielem Gronowa został Samuel Wolff, a następnie książę W.W. Puzyna.

## Zabytki
- Gotycki kościół św. Mikołaja z 1. połowy XIV w. z późnorenesansową wieżą dostawioną w 1 połowie XVII w. Wewnątrz barokowy ołtarz główny i chrzcielnica oraz późnogotycka rzeźba Marii z Dzieciątkiem z 1. ćwierci XVI w.
- zespół pałacowy Wolffów z pałacem z początku XX w. i parkiem z przełomu XIX i XX w.
- cmentarz rodowy z okrągłą kaplicą-mauzoleum rodziny Wolffów z 1860 r., aktualnie pozbawione dachu i posadzki[5].
- dawny cmentarz katolicki z końca XIX w.

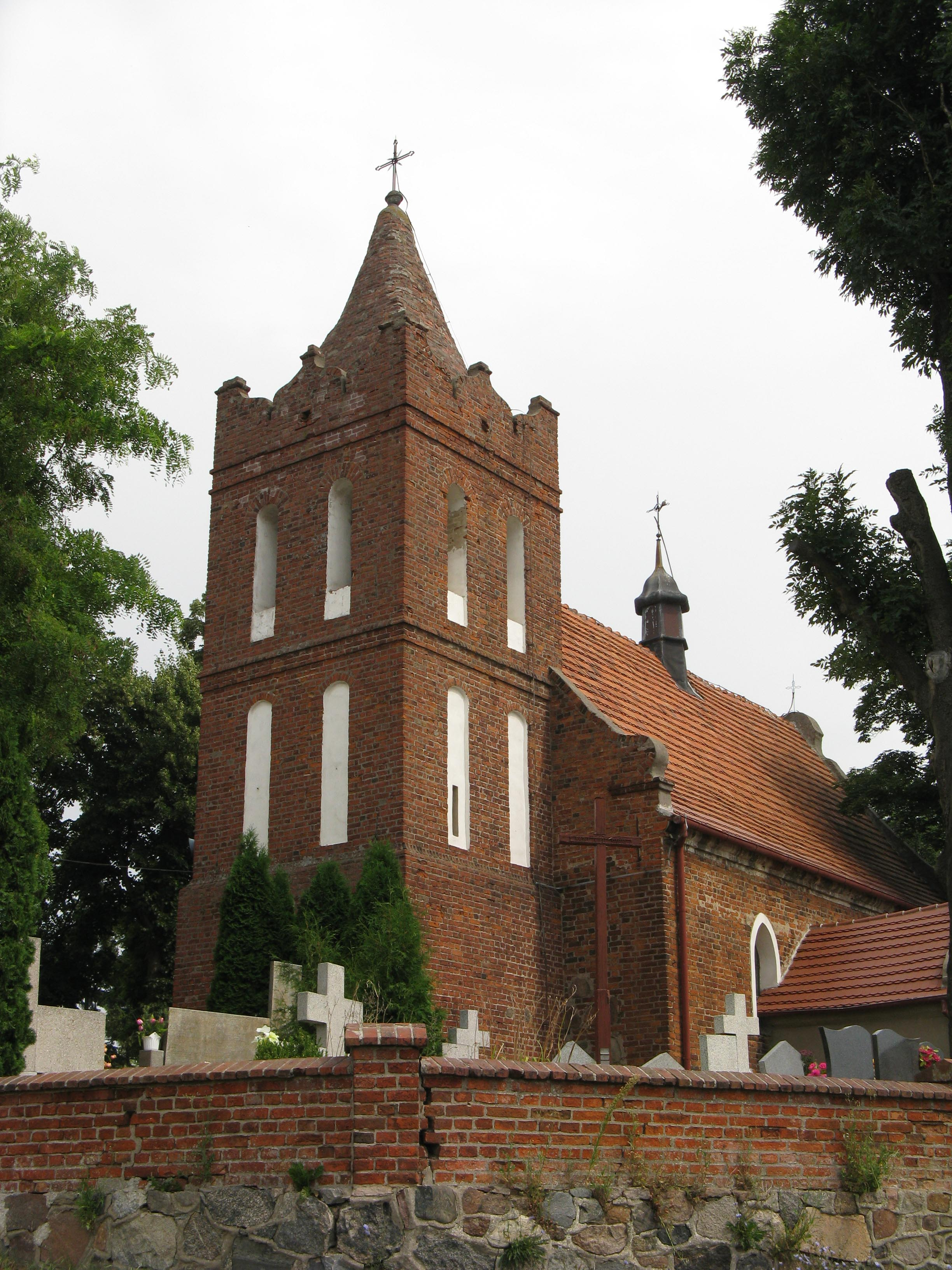
Kościół św. Mikołaja w Gronowie
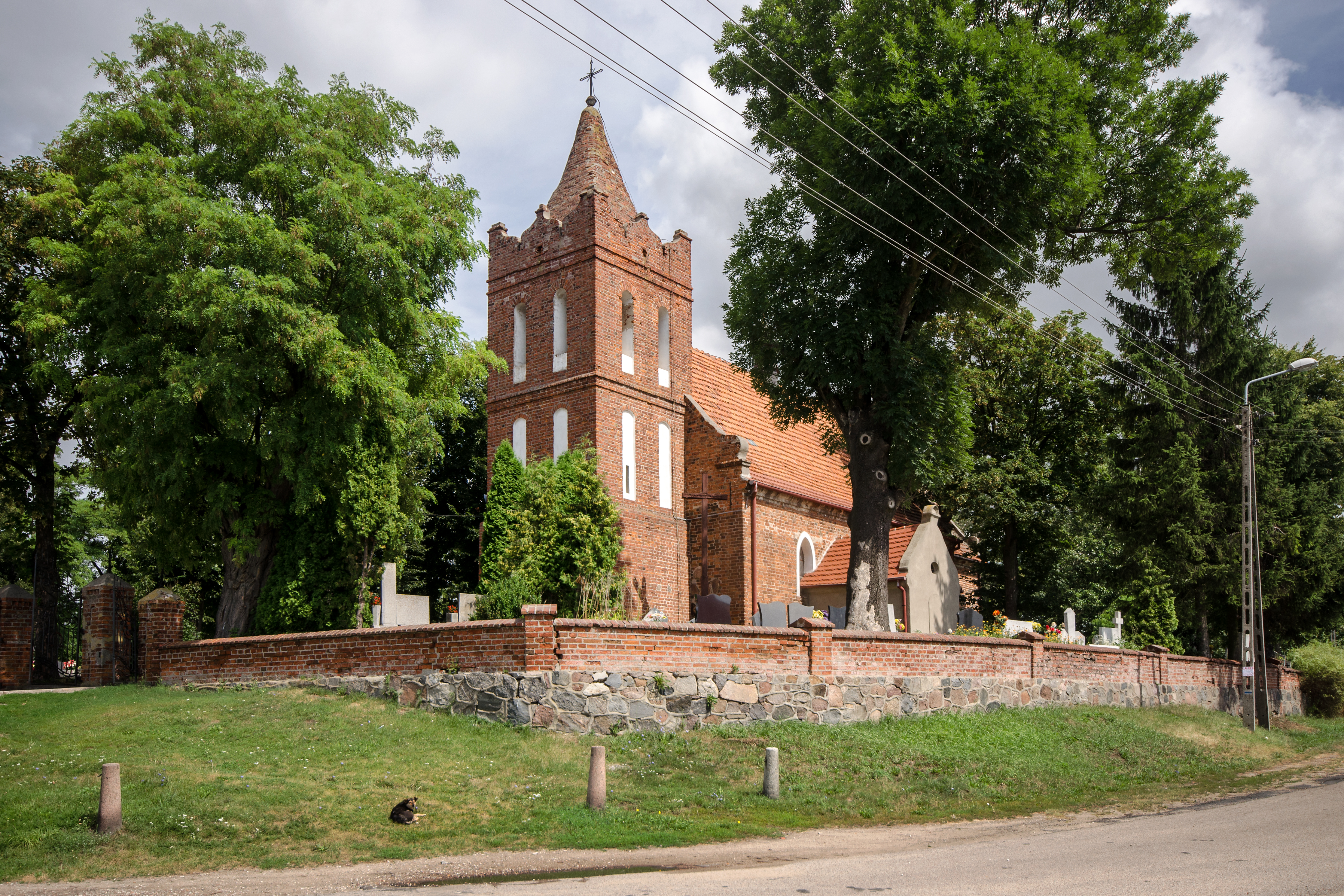
Kościół św. Mikołaja w Gronowie
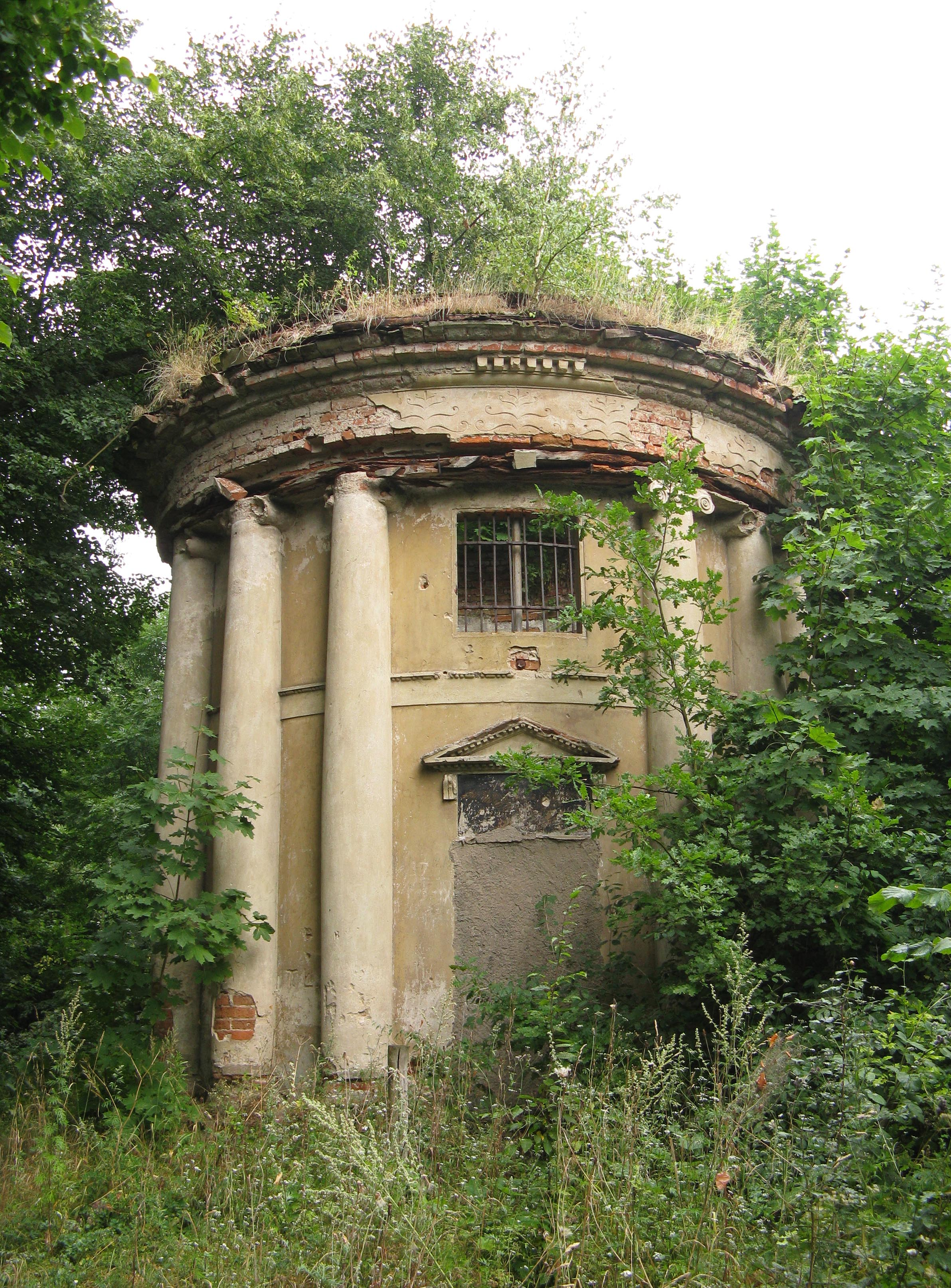
Mauzoleum rodziny Wolffów
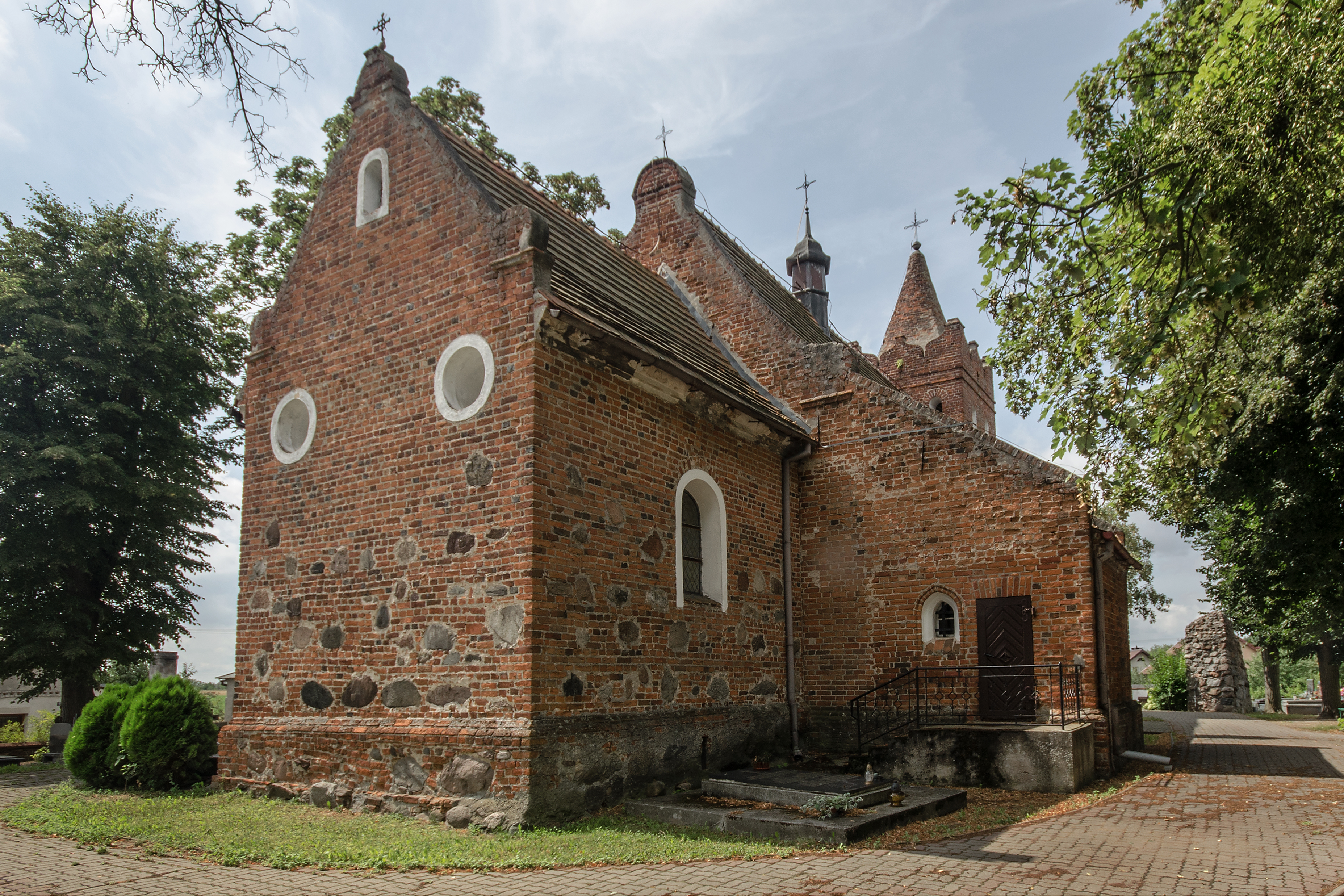
Kościół św. Mikołaja w Gronowie